# Otogar (métro d'Istanbul)
Pour les articles homonymes, voir Otogar.
Otogar est une station de la ligne M1 du métro d'Istanbul. Elle est située dans le quartier d'Altıntepsi de la ville d'Istanbul en Turquie. 
Mise en service en 1994, c'est la station de bifurcation des branches M1A et M1B de la ligne M1.

## Histoire
La station Otogar est mise en service le 31 janvier 1994, lors de l'ouverture à l'exploitation de la première section de la branche M1A, d'Otogar à  Zeytinburnu. Elle est située sur la section déjà en service, depuis 1989, de Kocatepe à Esenler et de ce fait devient la station de bifurcation des branches M1A et M1B de la ligne M1.